# Troutbeck (South Lakeland)
Pour les articles homonymes, voir Troutbeck.

Troutbeck est un village du district de South Lakeland en Cumbria (Angleterre) à ne pas confondre avec Troutbeck dans le district de l'Eden. Il se situe à 5km au nord de Windermere, à l'ouest de la route A592. Il fait partie d'une aire de conservation incluse dans National Trust for Places of Historic Interest or Natural Beauty.
L'église de Jésus a été construite en 1736 sur le site d'une chapelle du XVe siècle. Beaucoup de maisons sont du XVIIe siècle et ont des fenêtres à meneaux.